# 在ドミニカ共和国日本国大使館
在ドミニカ共和国日本国大使館（スペイン語: Embajada del Japón en la República Dominicana / Embajada de Japón en la República Dominicana、英語: Embassy of Japan in the Dominican Republic）は、ドミニカ共和国の首都サントドミンゴにある日本の大使館。

## 沿革
- 1934年11月、日本とドミニカ共和国の外交関係が正式に樹立される[1]
- 1941年12月、ドミニカ共和国と日本の国交が断絶[1]
- 1952年4月12日、日本で「在外公館の名称及び位置を定める法律」が制定され、シウダー・トルヒージョ（シウダー・トルヒリオ）に在ドミニカ共和国日本国公使館を設置することが定められる[2]
- 1952年4月28日、サンフランシスコ平和条約が発効。ドミニカ共和国も同条約締結国のうちの一国[3]
- 1952年6月、日本とドミニカ共和国の外交関係が再開される[1]
- 1957年5月15日、シウダー・トルヒージョの公使館が在ドミニカ共和国日本国大使館に昇格する[4]
- 1961年11月23日、シウダー・トルヒージョがサントドミンゴに改称される[5]

## 住所

### 所在地
| 日本語     | サントドミンゴ市ウィンストン・チャーチル通り1099番地アンドレス・フリオ・アイバル通りシティグループタワー21階 エンサンチェ・ピアンティーニアクロポリスセンター |
| スペイン語 | Avenida Winston Churchill Nº 1099, Calle Andrés Julio Aybar, Torre Citigroup Piso 21, Acrópolis Center, Ensanche Piantini, Santo Domingo                      |

### 私書箱
Apartado Postal 9825, Santo Domingo

## 利益代表部として
1960年8月にコスタリカで開催された第6回米州機構外相会議の結果、アメリカ合衆国および複数のラテンアメリカ諸国がドミニカ共和国に対して外交関係断絶を宣言。これを受けて、チリとハイチがドミニカ共和国における利益代表業務の引き受けを日本に要請し、日本がこの要請を受諾したため、在ドミニカ共和国日本国大使館がチリおよびハイチの利益代表部を兼任するようになった。1962年に入って米国とラテンアメリカ諸国によるドミニカ共和国集団制裁が解除されると、チリとドミニカ共和国の外交関係およびハイチとドミニカ共和国の外交関係も回復し、日本による利益代表業務の引き受けも逐次終了した。